# Erechtia immaculata
Erechtia immaculata är en insektsart som beskrevs av William D. Funkhouser. Erechtia immaculata ingår i släktet Erechtia och familjen hornstritar. Inga underarter finns listade i Catalogue of Life.